# Maesa macilentoides
Maesa macilentoides là một loài thực vật có hoa trong họ Anh thảo. Loài này được C. Chen mô tả khoa học đầu tiên năm 1977.